# FK Slovan Most pri Bratislave
FK Slovan Most pri Bratislave là một câu lạc bộ bóng đá Slovakia đến từ Most pri Bratislave. Hiện tại đội bóng thi đấu ở 3. liga (hạng thứ 3 trong hệ thống bóng đá Slovakia). Câu lạc bộ được thành lập năm 1955.

## Màu sắc và huy hiệu
Màu sắc của đội bóng là xanh dương và trắng.